# フレッシュイン東芝 ヤング・ヤング・ヤング
フレッシュイン東芝 ヤング・ヤング・ヤング（フレッシュインとうしば ヤング・ヤング・ヤング）はニッポン放送のラジオ番組。1961年（昭和36年）11月1日から1973年（昭和48年）9月28日まで放送した。東京芝浦電気（現・東芝）の一社提供。

## 概要
当番組のパーソナリティを務めた前田武彦がパートナーを相手に、当時の若者たちの話題を中心としてトークを展開した番組。元・放送作家の前田は当番組を開始した1960年代 前半からタレント活動が本業となった。当番組は宣弘社が制作として加わり、企画当初の仮タイトルは『ヤング・ヤング』だったが、宣弘社プロデューサーの松本美樹は「これじゃパンチが足りない、ヤングをもう一つ付けよう」と提案して『ヤング・ヤング・ヤング』となった。
毎週月曜 - 土曜夜の時間帯に放送した20分の帯番組で、収録は週一回行われた。ニッポン放送では当初 23:10〜23:30枠で開始。その後は放送時間が10分ずつ繰り上がり、1965年10月からは22:30〜22:50 枠で定着した。土曜日の編成が開始した1972年4月からは土曜日の放送が無くなり、金曜日までの放送となった。前田は「当時はテレビより遥かに多かった」という制作費をバックに日本各地で取材を行い、ゲストは中曽根康弘、手塚治虫、江崎玲於奈等、多くの著名人を迎えた。ニッポン放送のプロデューサー　上野修（ドン上野）は当番組を1960年代における「『ザ・パンチ・パンチ・パンチ』と並ぶ二大ヤング看板番組」だったと発言している。
番組は1973年9月28日の放送を以て終了。当時の前田のレギュラー番組は『夜のヒットスタジオ』（フジテレビ）、『東芝ヒットパレード』（TBSラジオ）など終了、降板が相次ぎ（前田武彦#共産党応援とテレビ局の報復の節を参照）、前田は自著『マエタケのテレビ半生紀』で「これもバンザイ事件の影響だったのかな」と記した。
番組のテーマ曲はポール・スミスの『バット・ノット・フォー・ミー（But not foe me）』（アルバム『デリケート・ジャズ（Delicate Jazz）』収録）。

## 出演者
- パーソナリティ：前田武彦
- パートナー　
  - 高杉祐三子
  - 徳永芽里
  - すどうのりこ
  - 木元教子
  - 榊原るみ
  - 小橋玲子

## 放送時間
ニッポン放送での放送時間
- 月曜日 - 土曜日 23:10 - 23:30 （1961年11月1日 - 1962年3月）
- 月曜日 - 土曜日 23:00 - 23:20 （1962年4月 - 1964年11月）
- 月曜日 - 土曜日 22:50 - 23:10 （1964年11月 - 1965年5月）
- 月曜日 - 土曜日 22:40 - 23:00 （1965年5月 - 1965年10月）
- 月曜日 - 土曜日 22:30 - 22:50 （1965年5月 - 1972年4月1日）
- 月曜日 - 金曜日 22:30 - 22:50 （1972年4月3日 - 1973年9月28日）※土曜日編成の開始に伴い、土曜日の放送は終了。

## ネット局
- STVラジオ：22:00 - 22:20
- 岩手放送：22:30 - 22:50 （1969年 当時）
- 東北放送：22:00 - 22:20 （1969年当時）→ 22:10 - 22:30 （1973年当時）
- ラジオ福島：22:10 - 22:30 （1969年 当時）
- 新潟放送：22:40 - 23:00 （1973年 当時）
- 静岡放送
- 東海ラジオ放送：22:30 - 22:50
- 京都放送（1964年 当時。近畿広域圏内のネット局が毎日放送に移行したのと共にネット終了）
- ラジオ関西（1964年 当時。近畿広域圏内のネット局が毎日放送に移行したのと共にネット終了。1965年から当番組終了後の1978年まではNRN単独加盟局）
- 中国放送：22:40 - 23:00 （1973年 当時）
- RKB毎日放送（1965年以降はJRN単独加盟局）：22:20 - 22:40
- 長崎放送：22:00 - 22:20 （1973年 当時）
- 南日本放送：22:30 - 22:50 （1973年 当時）
- 毎日放送：22:30 - 22:50 （1965年 当時。京都放送、ラジオ関西から近畿広域圏のネット移行）→ 23:50 - 24:10 （1973年 当時）